# Келси, Кевин
Ке́вин Хесу́с Ке́лси Хене́с (исп. Kevin Jesús Kelsy Genez; род. 27 июля 2004, Валенсия) — венесуэльский футболист, нападающий клуба «Портленд Тимберс».

## Клубная карьера

### «Минерос Гуаяна»
Попав в первую команду «Минерос Гуаяна» в 2021 году, закрепился в основной команде в сезоне 2022 года, забив свои первые голы за клуб.

### «Бостон Ривер»
В январе 2023 года перешёл в «Бостон Ривер», но так и не сыграл ни одного матча и уже 31 января донецкий «Шахтёр» объявил о подписании контракта с Келси до конца декабря 2027 года.

### «Шахтёр»
Дебют в составе «Шахтёра» состоялся в февраля 2023 в матче Лиги Европы УЕФА против французского «Ренна», выйдя на замену в дополнительное время и забил послематчевый пенальти.
В Премьер-лига сыграл первый матч против «Миная» (4:1). Он стал самым молодым легионером команды. Келси провёл свой первый матч в элитном дивизионе в возрасте 18 лет и 216 дней. Уже в четвёртой своей игре, против «Кривбасса» 12 марта 2023, он отметился дебютным голом в рамках УПЛ.

### «Цинциннати»
30 апреля 2024 года был арендован клубом MLS «Цинциннати» до конца сезона 2024 с опцией выкупа. В американской лиге дебютировал 4 мая в матче против «Орландо Сити», выйдя на замену во втором тайме вместо Кори Бэрда. 11 мая в дерби Огайо против «Коламбус Крю» забил свой первый гол за «Цинциннати».

## Карьера в сборной
С 2022 года стал выступать в составе молодёжной сборной Венесуэлы, в составе которой стал участником молодёжного чемпионата Южной Америки 2023 в Колумбии.
В составе олимпийской сборной Венесуэлы принял участие в Предолимпийском турнире КОНМЕБОЛ 2024.

## Достижения
«Шахтёр» (Донецк)
- Чемпион Украины (2): 2022/23, 2023/24
- Обладатель Кубка Украины: 2023/24